# Colinas del Real
Colinas del Real är en ort i Mexiko.   Den ligger i kommunen Purísima del Rincón och delstaten Guanajuato, i den centrala delen av landet, 300 km nordväst om huvudstaden Mexico City. Colinas del Real ligger 1 811 meter över havet och antalet invånare är 355.
Terrängen runt Colinas del Real är platt norrut, men söderut är den kuperad. Terrängen runt Colinas del Real sluttar österut. Runt Colinas del Real är det ganska tätbefolkat, med 129 invånare per kvadratkilometer. Närmaste större samhälle är San Francisco del Rincón, 4,8 km sydost om Colinas del Real. I omgivningarna runt Colinas del Real växer huvudsakligen savannskog.